# میچل دوک
میچل دوک (انگلیسی: Mitchell Duke؛ زادهٔ ۱۸ ژانویهٔ ۱۹۹۱) بازیکن فوتبال اهل استرالیا است.
از باشگاه‌هایی که در آن بازی کرده‌است می‌توان به باشگاه فوتبال سنترال کوئست مارینرز و باشگاه فوتبال شیمیزو اس-پالس اشاره کرد.
وی همچنین در تیم‌های ملی فوتبال زیر ۲۳ سال استرالیا و استرالیا بازی کرده‌است.